# لويك دريون
لويك دريون (بالفرنسية: Loïc Druon)‏ هو لاعب كرة قدم فرنسي في مركز الدفاع، ولد في 23 أغسطس 1971 في كامبار في فرنسا. شارك مع منتخب بريتاني لكرة القدم. أما مع النوادي، فقد لعب مع نادي بريوتشين ونادي شاتورو ونادي كليرمونت 63 ونادي لوريان.

## وصلات خارجية
- لويك دريون على موقع قاعدة بيانات كرة القدم.إي يو (الإنجليزية)
- لويك دريون على موقع عالم كرة القدم.نت (الإنجليزية)